# 利勒达博
利勒达博（法語：L'Isle-d'Abeau，法語發音：[lil dabo]），法国东南部城市，奥弗涅-罗讷-阿尔卑斯大区伊泽尔省的一个市镇，隶属于拉图尔迪潘区，其市镇面积为9.11平方公里，2022年1月1日时人口数量为17,096人，在法国城市中排名第575位。
利勒达博位于伊泽尔省西北部，是利勒达博新城的核心市镇，现为一个区域性的行政中心，也是里昂的一个远郊居民卫星城。

## 地名来源

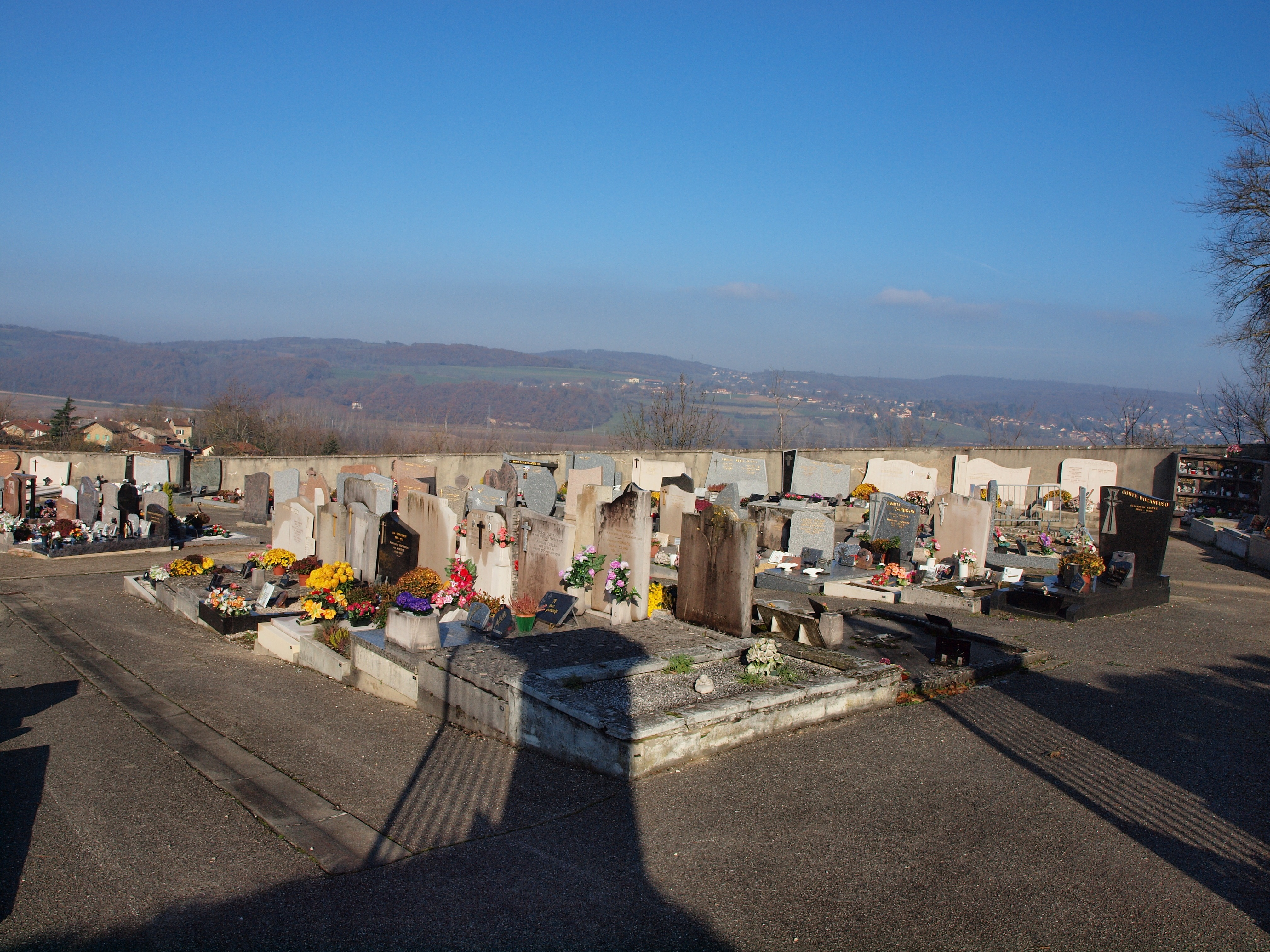
利勒达博市政公墓

“L'Isle-d'Abeau”一名最初拉丁语“Insula Arthas”，其中“Abeau”可能出自高卢语“Artos”，意为“熊”。

## 历史
利勒达博所处地区在古典时期为阿洛布罗基人的活动区域。根据当地官方网站的论述，利勒达博在中世纪时长期为一处泥沼附近的普通村落，公元16世纪，波卢德家族（famille de Polloud）成为该地的领主。法国大革命后，利勒达博成为伊泽尔省的一个市镇。工业革命期间，途径途径利勒达博的里昂－马赛铁路分段建成通车。直至20世纪60年代，利勒达博人口数量尚不足七百。1968年，为缓解里昂的城市人口压力并平衡区域发展，里昂-圣艾蒂安城市圈综合整治局决定开发建设以利勒达博为核心的利勒达博新城。20世纪80年代，利勒达博的人口数量在十余年间翻了近十倍，成为里昂的一个远郊居民区。

## 地理

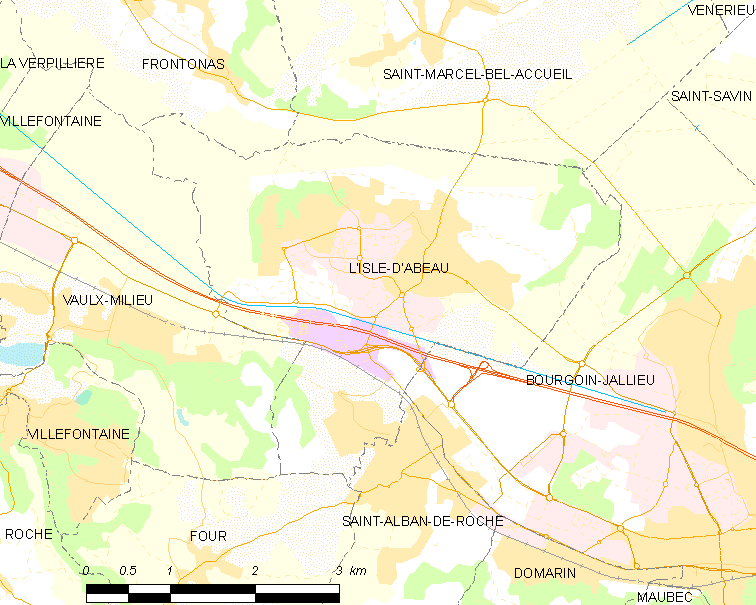
利勒达博市镇范围地图

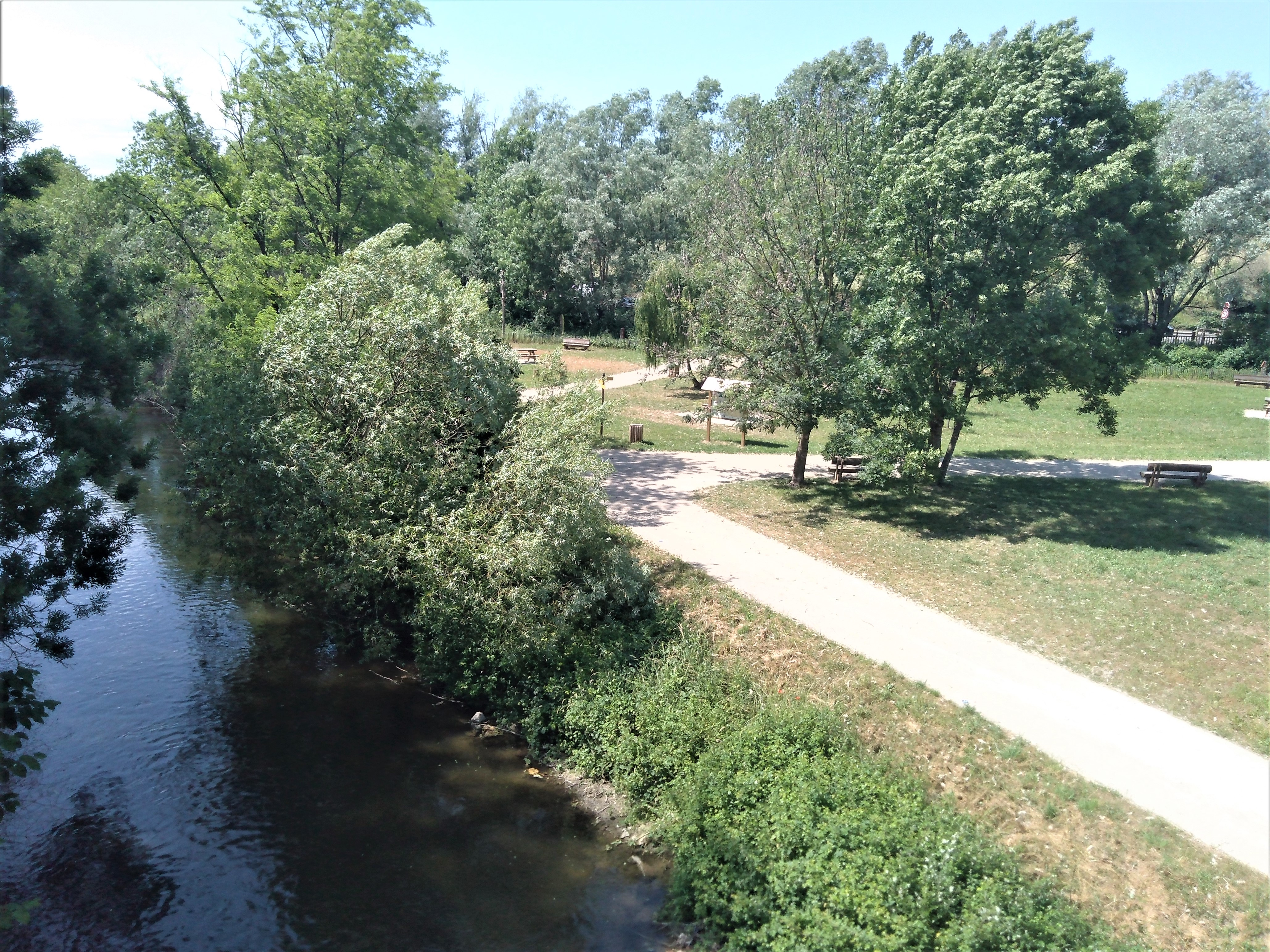
布尔布尔河畔的一处绿地公园

利勒达博位于法国东南部，奥弗涅-罗讷-阿尔卑斯大区中东部和伊泽尔省西北部，距离省会格勒诺布尔大约71公里。与利勒达博接壤的市镇包括：圣马塞尔-贝拉克伊、沃-米略、布尔关雅略、富尔、弗龙托纳、圣阿尔邦德罗什。

### 地形
利勒达博位于布尔布尔-卡特朗平原腹地，境内以平原为主，市镇中心地势较为平坦，南部略有起伏，全境海拔在208到302米之间。

### 水文
利勒达博位于罗讷河流域范围内，布尔布尔河自东向西流经利勒达博境内南部，该河在利勒达博境内的河段经过人工改造，河道顺直，为沿线地区提供了水源补充。

### 植被
利勒达博属于温带阔叶混交林区，市中心的圣于贝尔公园（Parc Saint-Hubert）是当地主要的城市绿地，林地则散落分布于市镇范围内的多个区域。
在鲜花城市的评比中，利勒达博被评为2星级鲜花城市。

### 气候
利勒达博在柯本气候分类法中属于带有地中海特征的温带海洋性气候。
距离利勒达博最近的气象站位于塞雪境内，以下为该气象站的数据（其中日照数据取自布龙）：
| 塞雪 1981年－2019年 | 塞雪 1981年－2019年 | 塞雪 1981年－2019年 | 塞雪 1981年－2019年 | 塞雪 1981年－2019年 | 塞雪 1981年－2019年 | 塞雪 1981年－2019年 | 塞雪 1981年－2019年 | 塞雪 1981年－2019年 | 塞雪 1981年－2019年 | 塞雪 1981年－2019年 | 塞雪 1981年－2019年 | 塞雪 1981年－2019年 | 塞雪 1981年－2019年 |
| 月份                | 1月                 | 2月                 | 3月                 | 4月                 | 5月                 | 6月                 | 7月                 | 8月                 | 9月                 | 10月                | 11月                | 12月                | 全年                |
| ------------------- | ------------------- | ------------------- | ------------------- | ------------------- | ------------------- | ------------------- | ------------------- | ------------------- | ------------------- | ------------------- | ------------------- | ------------------- | ------------------- |
| 历史最高温 °C（°F） | 17 (63)             | 19.5 (67.1)         | 26 (79)             | 29 (84)             | 33 (91)             | 38.5 (101.3)        | 38 (100)            | 40.2 (104.4)        | 32 (90)             | 27 (81)             | 23 (73)             | 18 (64)             | 40.2 (104.4)        |
| 平均高温 °C（°F）   | 6.4 (43.5)          | 9 (48)              | 13.6 (56.5)         | 17.3 (63.1)         | 21.8 (71.2)         | 25.7 (78.3)         | 27.5 (81.5)         | 27 (81)             | 22.2 (72.0)         | 17.4 (63.3)         | 10.6 (51.1)         | 6.5 (43.7)          | 17.1 (62.8)         |
| 日均气温 °C（°F）   | 2.5 (36.5)          | 4.1 (39.4)          | 7.5 (45.5)          | 10.7 (51.3)         | 15.3 (59.5)         | 18.8 (65.8)         | 20.4 (68.7)         | 20 (68)             | 15.9 (60.6)         | 12.1 (53.8)         | 6.4 (43.5)          | 2.9 (37.2)          | 11.4 (52.5)         |
| 平均低温 °C（°F）   | −1.4 (29.5)         | −0.9 (30.4)         | 1.4 (34.5)          | 4.1 (39.4)          | 8.8 (47.8)          | 11.9 (53.4)         | 13.2 (55.8)         | 13 (55)             | 9.5 (49.1)          | 6.9 (44.4)          | 2.2 (36.0)          | −0.7 (30.7)         | 5.7 (42.3)          |
| 历史最低温 °C（°F） | −13.5 (7.7)         | −18 (0)             | −15 (5)             | −6 (21)             | 0 (32)              | 2 (36)              | 5 (41)              | 3 (37)              | 0 (32)              | −7 (19)             | −10.5 (13.1)        | −16 (3)             | −18 (0)             |
| 平均降水量 mm（）   | 72.3 (2.85)         | 61.6 (2.43)         | 72.6 (2.86)         | 89 (3.5)            | 95.8 (3.77)         | 72.7 (2.86)         | 68.8 (2.71)         | 87.7 (3.45)         | 94.4 (3.72)         | 104.7 (4.12)        | 120.7 (4.75)        | 72.2 (2.84)         | 1,012.5 (39.86)     |
| 月均日照時數        | 73.9                | 101.2               | 170.2               | 190.5               | 221.4               | 254.3               | 283                 | 252.7               | 194.8               | 129.6               | 75.9                | 54.5                | 2,002               |
| 来源：infoclimat.fr |                     |                     |                     |                     |                     |                     |                     |                     |                     |                     |                     |                     |                     |

## 行政区划
利勒达博的市镇编号为38193，邮政编号为38080。
在行政管理方面，利勒达博隶属于法国奥弗涅-罗讷-阿尔卑斯大区伊泽尔省拉图尔迪潘区；在地方选举方面，利勒达博是利勒达博县的中央投票站所在地，其市镇范围全境被划入伊泽尔省第十选区；在社会管理方面，利勒达博是伊泽尔之门城市圈公共社区的办公驻地。
利勒达博的圣于贝尔（Saint Hubert）街区为城市政策优先街区，该街区实行街区自治制度。
法国国家统计与经济研究所（简称）在进行数据统计时，将利勒达博及相邻的另外8个市镇设为布尔关雅略城市核心区，并将包括核心区在内的周边共499个市镇划为里昂城市区。自2020年起，里昂城市区被拆解，利勒达博被划入包含398个市镇的里昂城市辐射区内。此外，还将利勒达博市镇分为了6个“块区”（IRIS），以便于统计人口分布情况。

## 交通

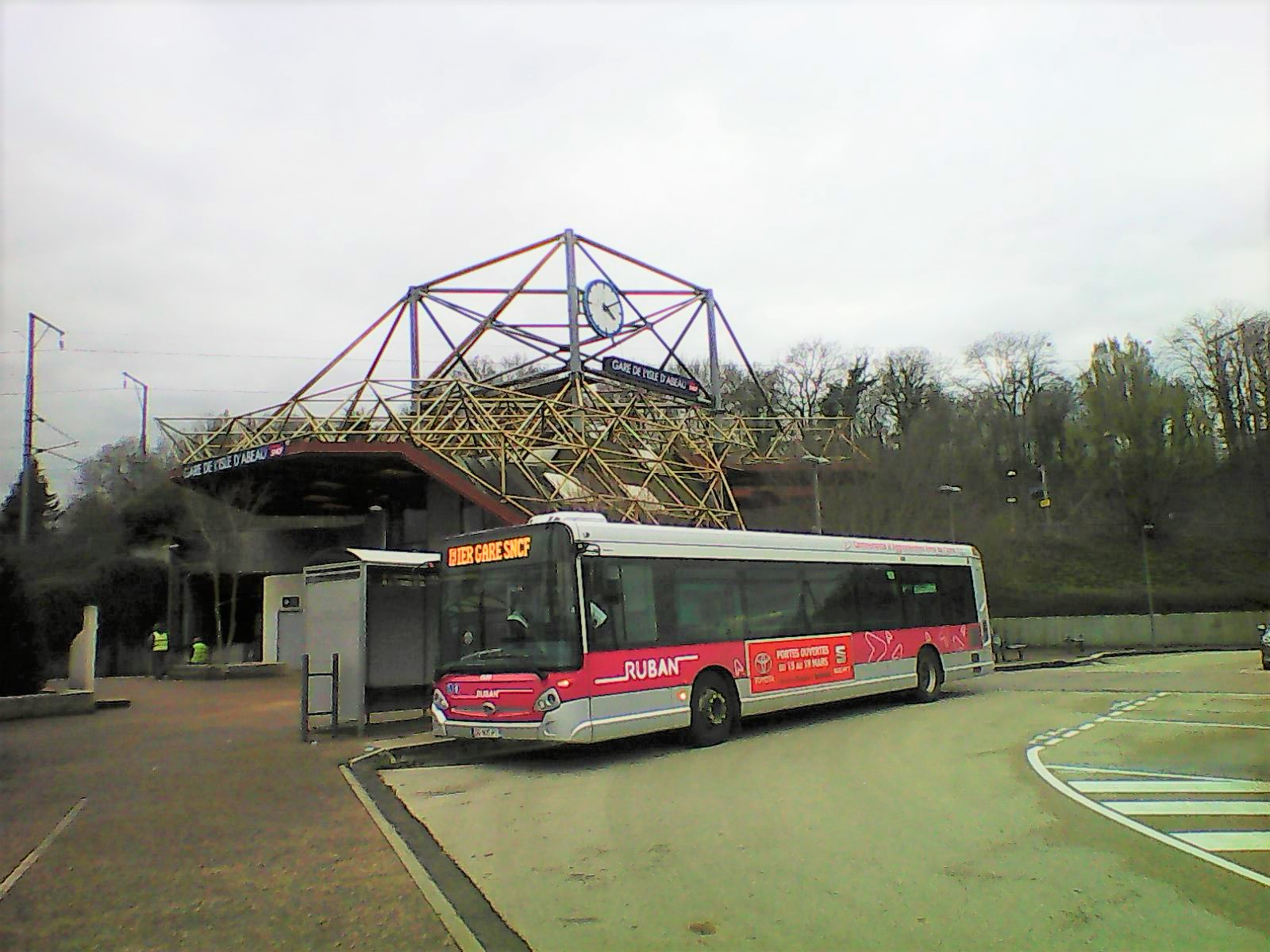
利勒达博火车站前方停靠的公共汽车

### 公路
A43高速公路经过利勒达博市区南部并设有出入口，另有多条伊泽尔省省道在利勒达博境内交汇。奥弗涅-罗讷-阿尔卑斯大区下属的城际客运提供巴士线路，可前往周边部分市镇。
| 7 | 3 |

| 11 | 41 |

| 格勒诺布尔 | 72 |

| 拉图尔迪潘 | 22 |

| 布尔关雅略 | 6 |

| 昂贝略昂比热 | 49 |

| 维埃纳 | 37 |

| 圣康坦-法拉维耶 | 13 |

2019年，83.8%的利勒达博家庭拥有至少一辆私人汽车。2019年，利勒达博境内共发生各类交通事故7起，造成3人遇难，9人受伤，其中7人重伤。

### 铁路
利勒达博位于里昂－马赛铁路上。利勒达博站位于市区南部，停靠往返于里昂和圣安德烈-勒加兹一线的区域列车。

### 航空
距离利勒达博最近的民用航空站为里昂圣埃克絮佩里机场，距离利勒达博市中心的公路里程约24公里。

### 城市公共交通
利勒达博是布尔关雅略城市公共交通（商业名称为）的服务范围。截至2022年11月，该系统共包括15条公交线路，其中公交A线、D线、E线、M线和30路经过利勒达博市区。

## 政治

### 市政内阁

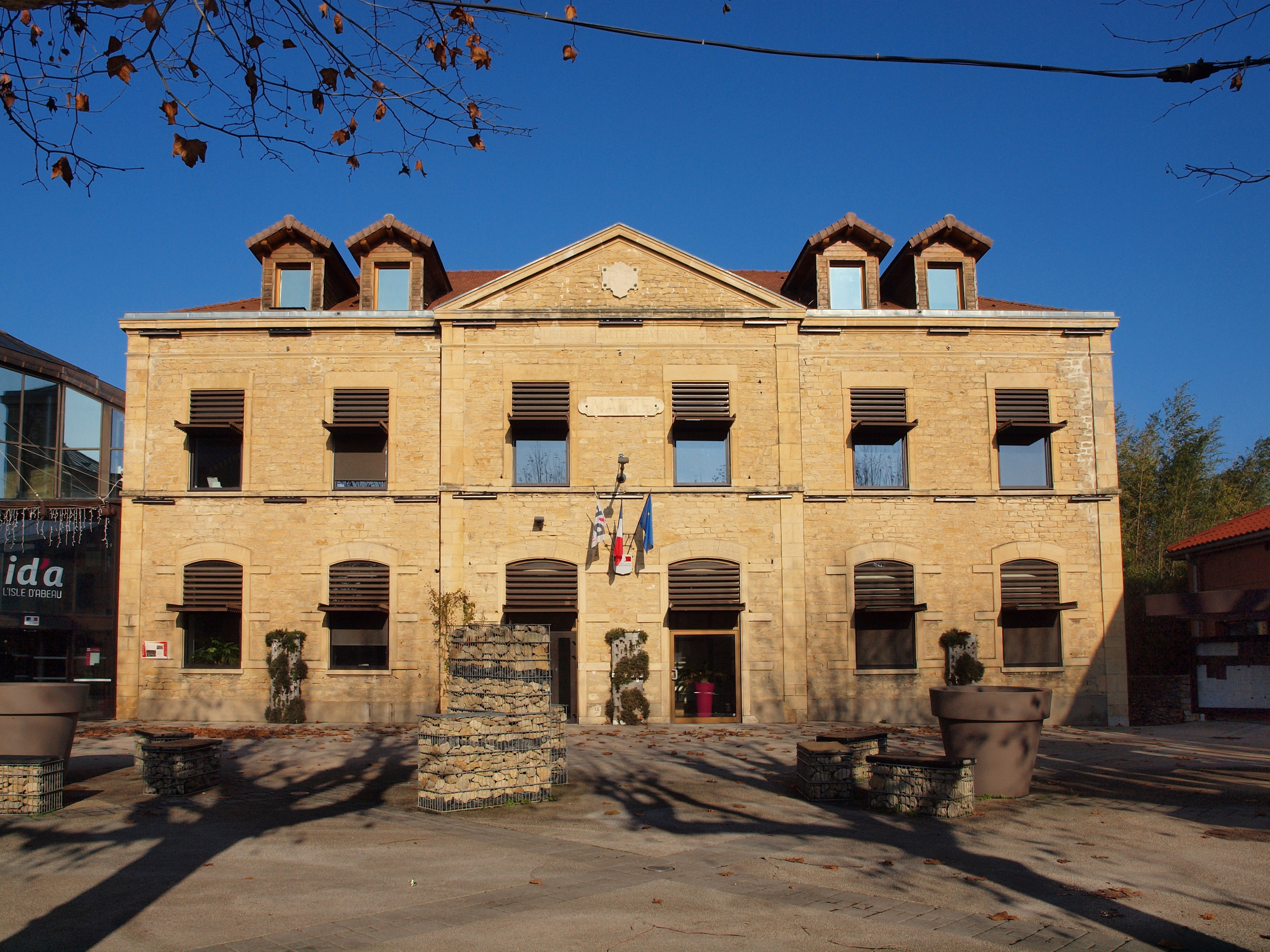
利勒达博市政厅

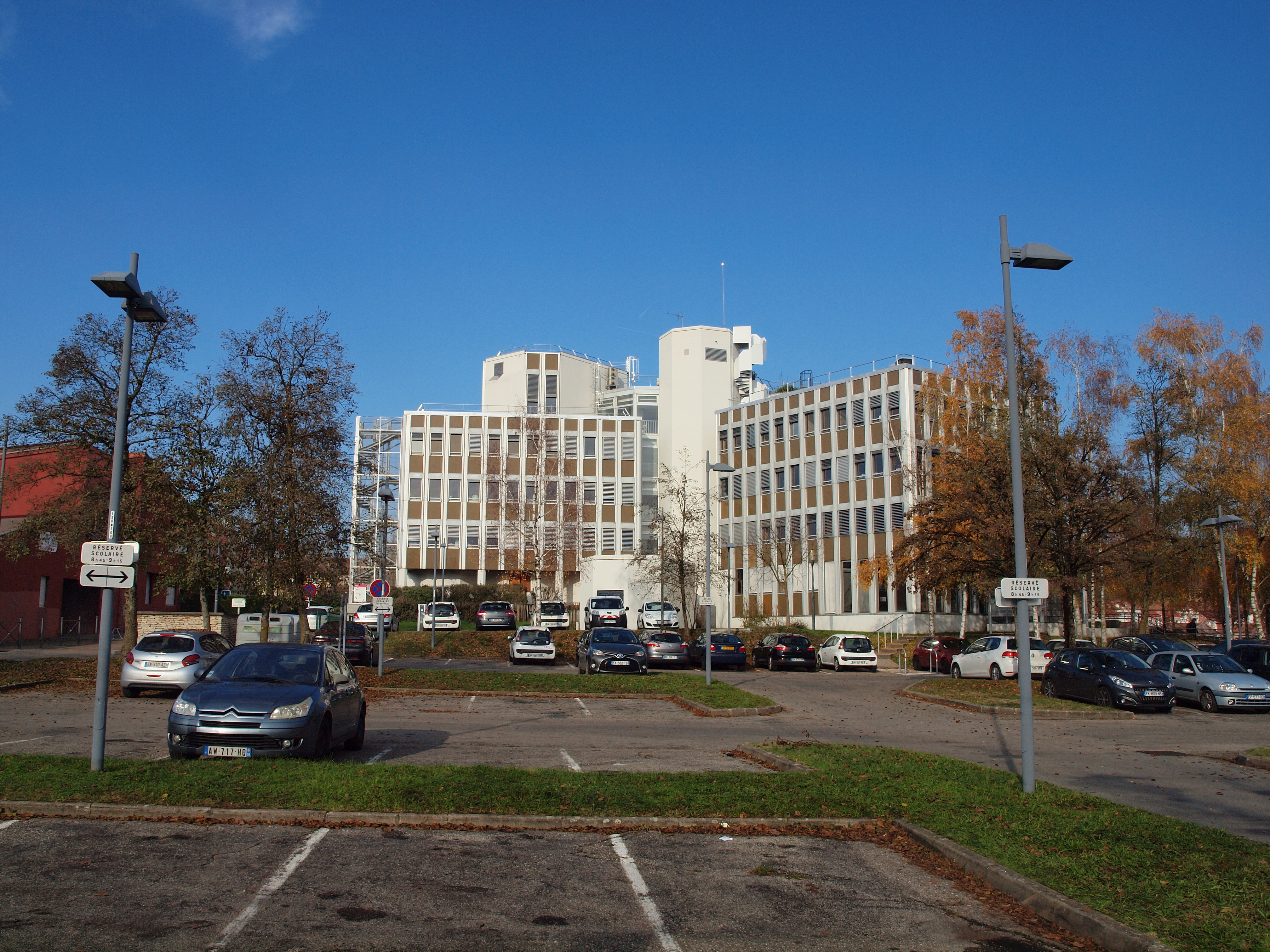
城市圈公共社区办公大楼

利勒达博的现任市长为西里尔·马里翁先生（Cyril MARION），他是一名中间派，在2020年的市政选举中获得了55.72%的支持率。
| 利勒达博历届市长           | 利勒达博历届市长                          | 利勒达博历届市长  |
| 任期                       | 市长                                      | 党派              |
| -------------------------- | ----------------------------------------- | ----------------- |
| 1947年－1959年             | Jean-Baptiste VASSEL 让-巴蒂斯特·瓦塞尔   | 不详              |
| 1959年－1971年             | Robert BLANC-MAREL 罗贝尔·布朗-马雷尔     | 不详              |
| （1971至1977年间资料暂缺） |                                           |                   |
| 1977年－1983年             | Joseph GINON 约瑟夫·吉农                  | 不详              |
| 1983年－1995年             | Alain ROSSOT 阿兰·罗索                    | PS社会党          |
| 1995年－1997年             | Joël GRISOLLET 若埃尔·格里索莱            | DVG左翼无党派人士 |
| 1997年－2007年             | Alain ROSSOT 阿兰·罗索                    | 無黨籍            |
| 2007年－2014年             | André COLOMB-BOUVARD 安德烈·科隆布-布瓦尔 | PS社会党          |
| 2014年－2015年             | Joël GRISOLLET 若埃尔·格里索莱            | DVG左翼无党派人士 |
| 2015年－2020年             | Alain JURADO 阿兰·瑞拉多                  | DVG左翼无党派人士 |
| 2020年－                   | Cyril MARION 西里尔·马里翁                | DVC混杂中间派     |

### 各级选举
| 利勒达博历届投票选举结果 | 利勒达博历届投票选举结果 | 利勒达博历届投票选举结果 | 利勒达博历届投票选举结果 | 利勒达博历届投票选举结果    | 利勒达博历届投票选举结果 | 利勒达博历届投票选举结果 | 利勒达博历届投票选举结果    | 利勒达博历届投票选举结果 | 利勒达博历届投票选举结果 |
| 选举项目                 | 选举范围                 | 选区单位                 | 选区单位内的选举结果     | 选区单位内的选举结果        | 选区单位内的选举结果     | 选区单位内的选举结果     | 选区单位内的选举结果        | 选区单位内的选举结果     | 参考资料                 |
| 选举项目                 | 选举范围                 | 选区单位                 | 第一轮胜出者             | 第一轮胜出者                | 支持率                   | 第二轮胜出者             | 第二轮胜出者                | 支持率                   | 参考资料                 |
| ------------------------ | ------------------------ | ------------------------ | ------------------------ | --------------------------- | ------------------------ | ------------------------ | --------------------------- | ------------------------ | ------------------------ |
| 2017年法國總統選舉       | 法國                     | 市镇                     |                          | 玛丽娜·勒庞                 | 26.37%                   |                          | 埃马纽埃尔·马克龙           | 61.3%                    | [ 23 ]                   |
| 2017年法国立法选举       | 伊泽尔省第十选区         | 市镇                     |                          | 马尔若莱娜·梅尼耶-米勒费尔  | 39.45%                   |                          | 马尔若莱娜·梅尼耶-米勒费尔  | 69.57%                   | [ 23 ]                   |
| 2019年欧洲议会选举       | 法國                     | 市镇                     |                          | 若尔当·巴尔代拉             | 25.19%                   | （不适用）               | （不适用）                  | （不适用）               | [ 25 ]                   |
| 2021年法国省级选举       | 伊泽尔省                 | 县                       |                          | 让·帕帕多普洛 卡特里娜·西蒙 | 48.52%                   |                          | 让·帕帕多普洛 卡特里娜·西蒙 | 64.86%                   | [ 26 ]                   |
| 2021年法国省级选举       | 伊泽尔省                 | 市镇                     |                          | 让·帕帕多普洛 卡特里娜·西蒙 | 41.96%                   |                          | 让·帕帕多普洛 卡特里娜·西蒙 | 61.2%                    | [ 26 ]                   |
| 2021年法国大区选举       |                          | 市镇                     |                          | 洛朗·沃基耶                 | 27.72%                   |                          | 洛朗·沃基耶                 | 43.44%                   | [ 27 ]                   |
| 2022年法国总统选举       | 法國                     | 市镇                     |                          | 让-吕克·梅朗雄              | 27.77%                   |                          | 埃马纽埃尔·马克龙           | 54.59%                   | [ 23 ]                   |
| 2022年法国立法选举       | 伊泽尔省第十选区         | 市镇                     |                          | 阿朗·布吕农                 | 28.73%                   |                          | 马尔若莱娜·梅尼耶-米勒费尔  | 55.41%                   | [ 23 ]                   |

## 人口
2019年，利勒达博市镇人口数量为16,584，在法国排名第575位。其中男性8,110人，女性8,474人，75岁及以上人口占2.7%，人口密度为1,820人/平方公里，当地男性居民被称为或，女性居民被称为或。2020年，利勒达博境内出生260人，死亡人口91人。
| 利勒达博1901年－2019年人口变化情况 |
|                                    |
| 数据来源：Cassini、INSEE           |

## 经济
利勒达博是一个区域性的中心城市，也是里昂的一个远郊卫星城。截止2022年11月，利勒达博市镇范围内共有各类用人单位（包含自雇）1,610家，比上一年同期新增102家。（水泥）、（采砂）及（胶质品生产）是当地2021年营业额最高的三个企业，分别为302,291,806欧元、149,755,331欧元和90,724,607欧元。

## 财政与居民收入
2020年，利勒达博的财政收入总额为19,262,100欧元，财政支出总额为18,223,200欧元，当年的债务总额为6,584,640欧元。2021年，利勒达博市镇共获得6,017,975欧元的国家财政补助，比上一年增加了0.68%。
2020年，利勒达博的人均月收入总额为2,285欧元，其中高级职员为4,050欧元，低于法国平均水平（4,230欧元）；中级职员为2,442欧元，高于法国平均水平（2,411欧元）；普通职员为1,730欧元，低于法国平均水平（1,740欧元）。
2019年，利勒达博境内的青壮年（15至64岁）失业率为14.7%，当地43.2%的家庭拥有纳税资格，平均纳税2,798欧元，低于法国平均水平（3,910欧元）。

## 社会事务

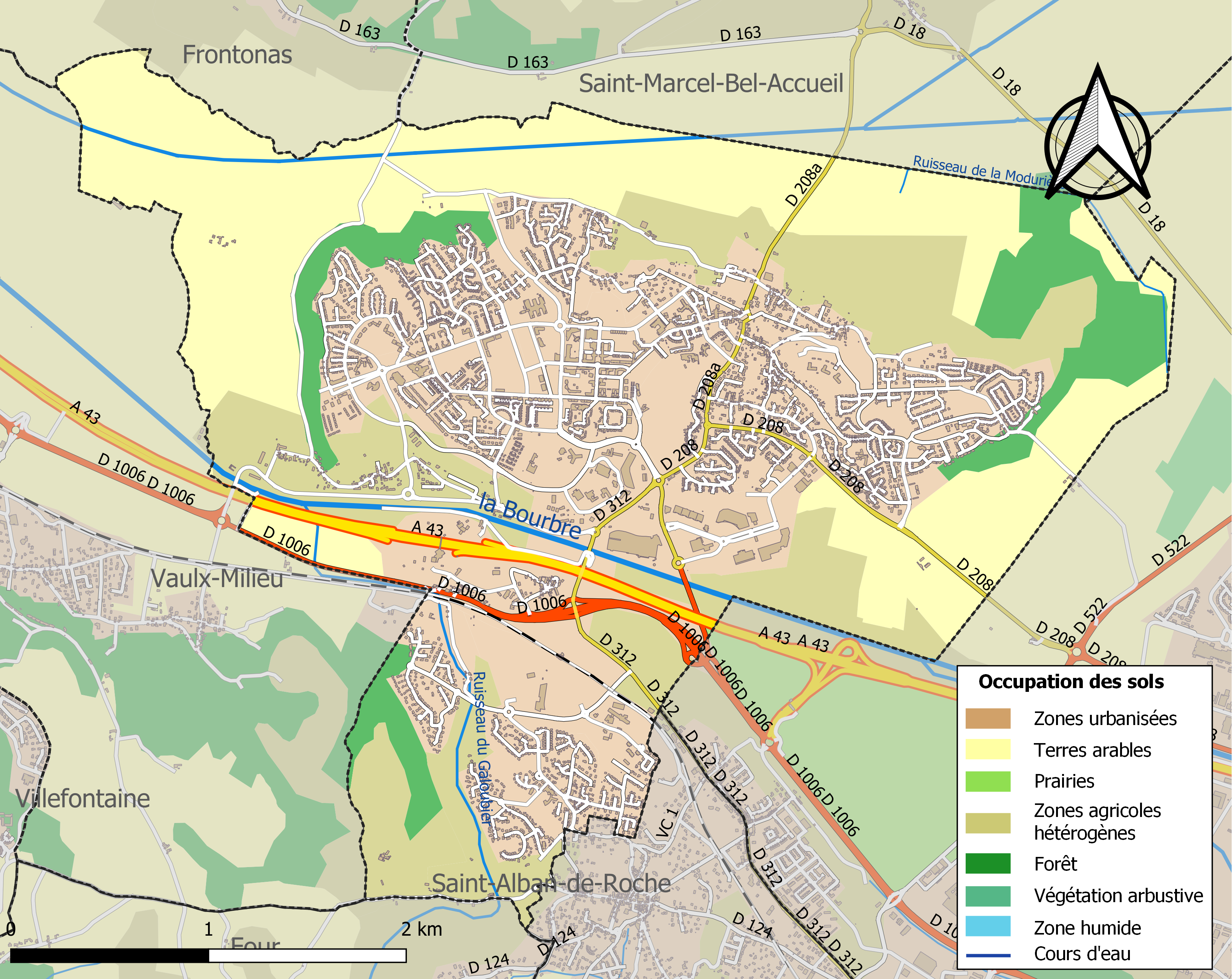
利勒达博土地利用情况地图

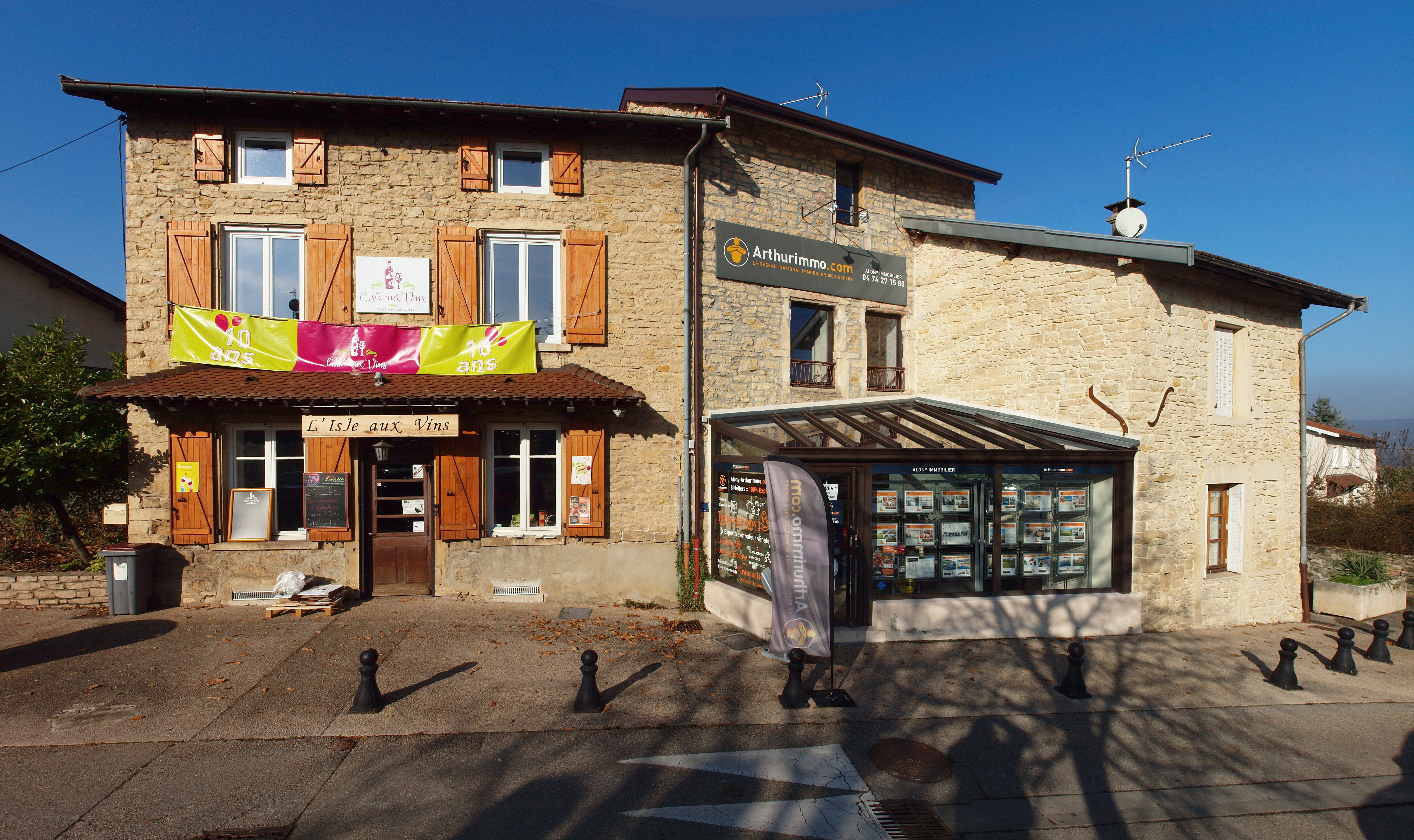
利勒达博镇中心的一家商店

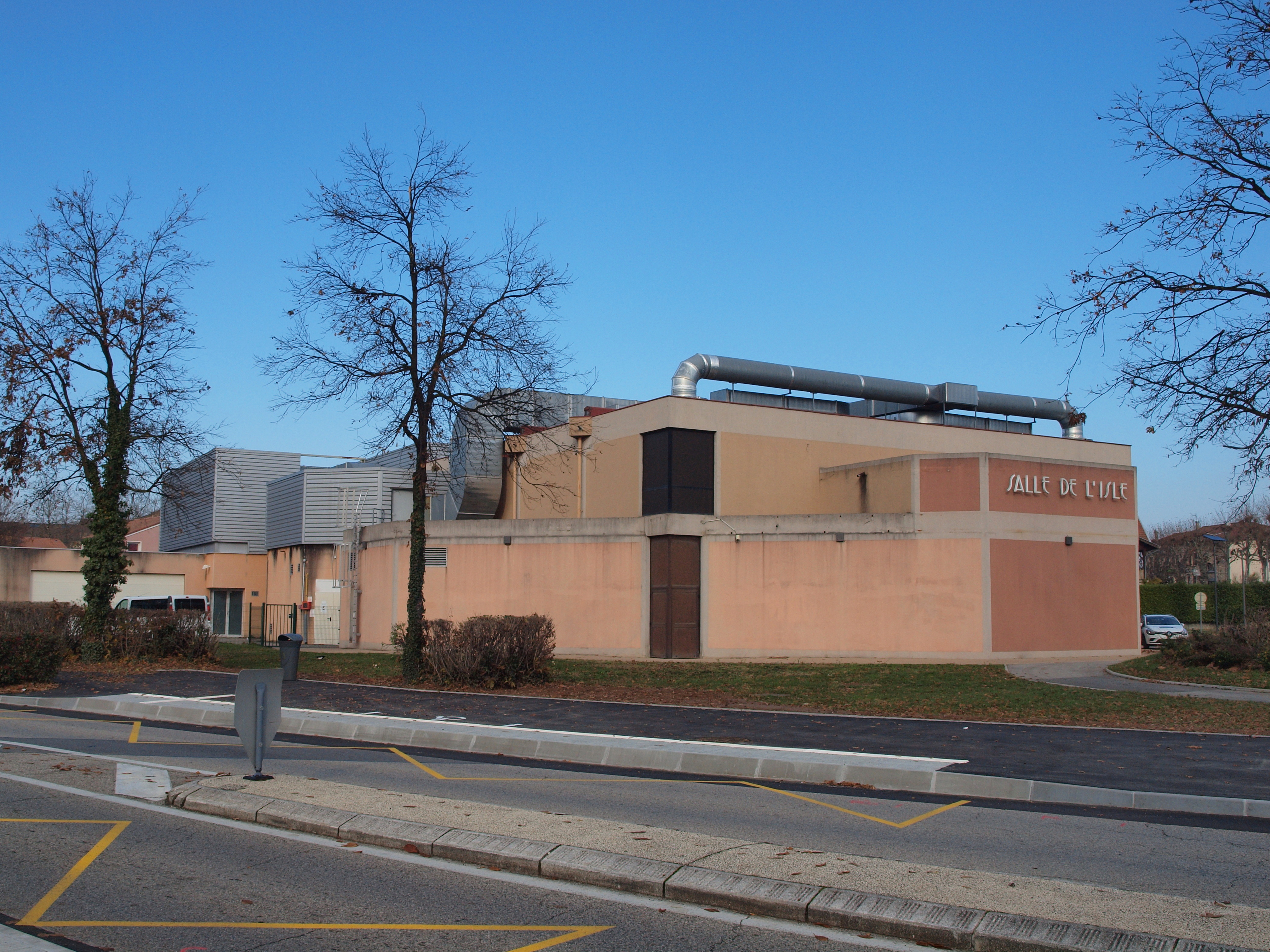
利勒达博文化活动中心

### 教育
利勒达博属于格勒诺布尔学区。截止2021年1月1日，利勒达博境内共有4所幼儿园、8所小学、3所初级中学和1所普通高中。2018至2019学年度，利勒达博境内共有在校中等教育阶段学生2,693名。

### 医疗
截止2021年1月1日，利勒达博境内共有全科医生8名、保健师10名、牙医1名、护士8名和助产士2名。境内共有药房4家、残疾人帮扶中心2家。
距离利勒达博最近的区域性医疗机构为布尔关雅略中心医院（Centre Hospitalier de Bourgoin-Jallieu），其主病区皮埃尔·乌多中心医院（Centre Hospitalier Pierre Oudot）位于布尔关雅略市区，距离利勒达博市区的正常车程在10分钟以内，该院设有床位368个，是当地规模最大的公立综合性医院。

### 住房
2019年，利勒达博境内共有各类住房6,632套，其中53.9%为独立式居民区，45.1%为集中式居民区。常住房屋占利勒达博市镇范围内居民建筑总量的93.6%。
在住房保障政策方面，2021年，利勒达博境内共有1,921户家庭获得了住房经济补助，受益人数占总人口数量的11.6%，其中1,852份为房租补助。

### 商业
2021年，利勒达博境内共有各类实体商铺261家，其中餐厅31家、大型超市5家、杂货店2家、面包房7家、肉铺4家、书店2家、装饰品店1家、美容美发店13家、汽车维修店21家。市中心建有一家Lidl超市，市区南部则建有大型商业街区，其核心为一家家乐福购物超市。

### 体育
2021年，利勒达博境内共有1家游泳池、3间体育馆、4座综合体育场、8处网球场、3处足球或橄榄球场、2处篮球或排球场以及1处高尔夫球场。
截至2022年11月，利勒达博境内共有两家注册足球俱乐部。利勒达博足球俱乐部（Isle d'Abeau FC，编号525628）是当地的代表性足球队，其主队2022至2023赛季参加伊泽尔省足球联赛乙组（法国第十级别），其主场为若埃尔·格里索莱体育中心（Espace sportif Joël Grisollet）。

### 环境
利勒达博的环境事务由其所属的伊泽尔之门城市圈公共社区联合各级政府协调负责。2021年，利勒达博境内共有1家污染企业。

### 治安
2021年，利勒达博市镇范围内共有1处宪兵队。
利勒达博及其附近的共52个市镇是布尔关雅略国家宪兵队（zone gendarmerie de Bourgoin-Jallieu）的管辖范围。2020年，该宪兵队累计记录各类案件6,398起，其中盗窃类案件3,228起，经济类案件743起，毒品交易类案件423起。

## 文化

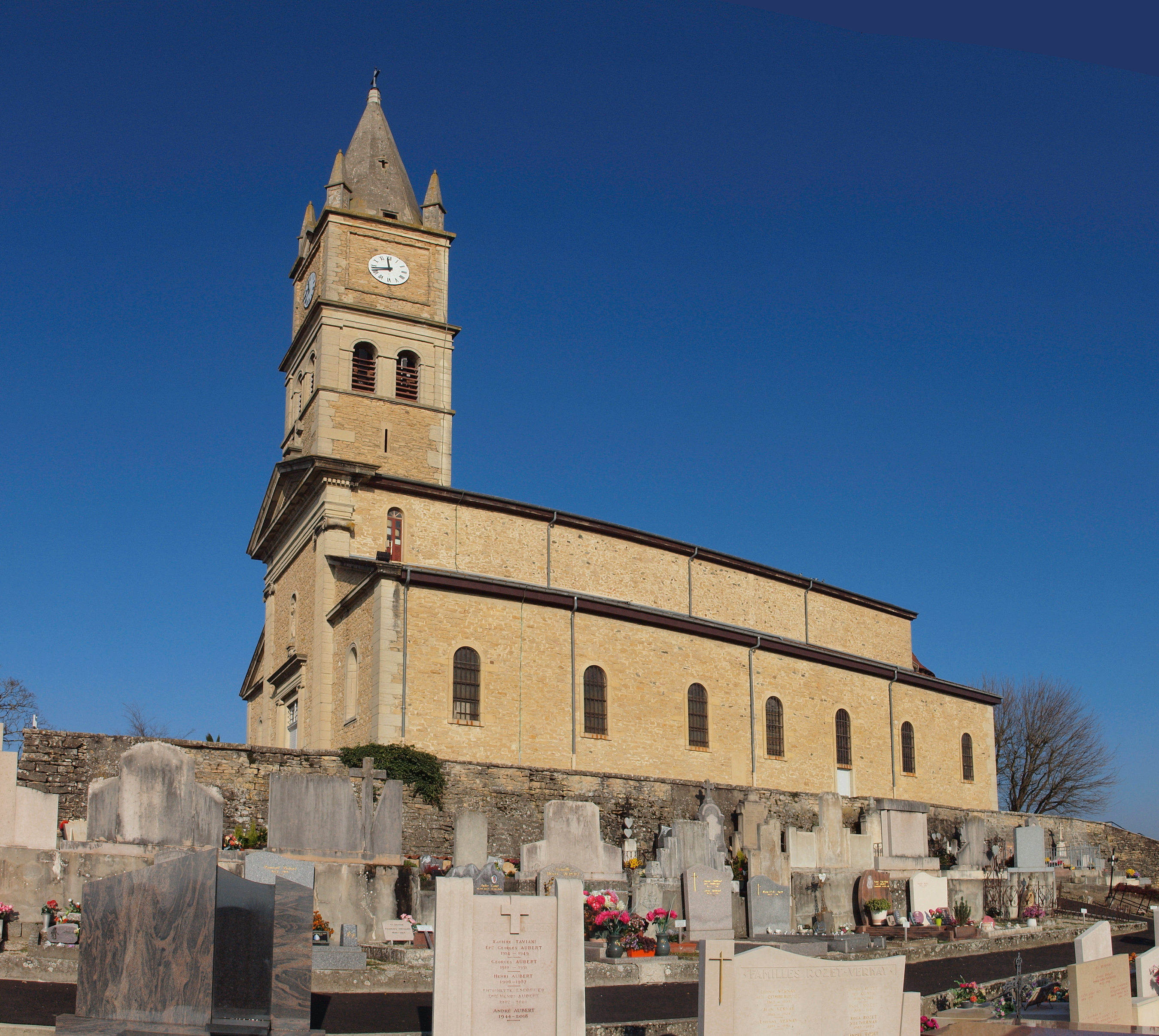
圣伯多禄-圣保罗教堂

2021年，利勒达博境内暂无任何游客接待设施。利勒达博市政府提供多媒体中心，每周二、三、四、六向公众开放。

### 建筑
利勒达博境内有多处历史建筑，镇中心的圣伯多禄-圣保罗教堂（Église Saint-Pierre-et-Saint-Paul de L'Isle-d'Abeau）是当地的地标性建筑物。

### 旅游
利勒达博的旅游事务由其所属的伊泽尔之门城市圈公共社区负责。2022年，利勒达博境内共有4家酒店共计166间房间。

### 媒体
法国主要的媒体均可在利勒达博接收，法国电视三台下属的奥弗涅-罗讷-阿尔卑斯大区频道在部分时段播出利勒达博所属区域的地方新闻。蓝色法兰西伊泽尔广播、Scoop广播、《里昂进步报》、《多菲内自由报》等是当地主要的地方性媒体。

## 友好城市
截至2022年11月，利勒达博共与一座城市互为友好城市关系：
- 西班牙 圣维森特-德尔拉斯佩奇